# Улица Герасима Курина

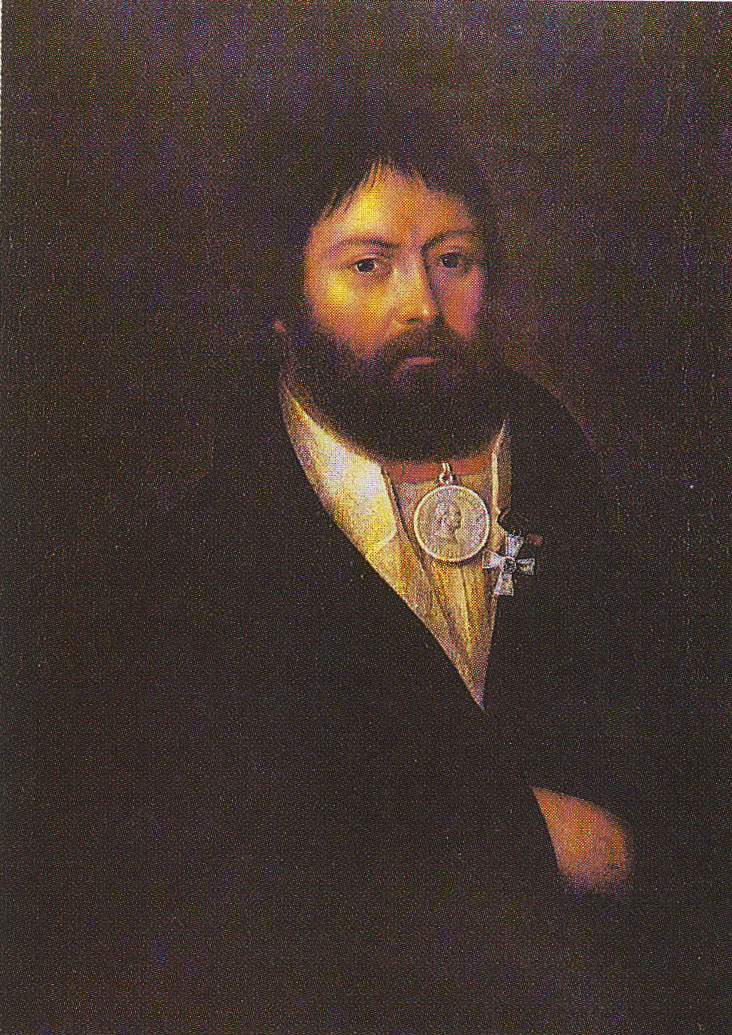
Герасим Курин. Портрет работы А. Смирнова. 1813 год

У́лица Гера́сима Ку́рина — улица в Западном административном округе Москвы. Образована в 1962 году при упразднении 1-го Филёвского переулка. Названа в честь героя Отечественной войны 1812 года Г. М. Курина. Проходит параллельно Кутузовскому проспекту, соединяет Минскую улицу и Рублёвское шоссе. Нумерация домов начинается от Минской улицы.

## История
Первоначально улица являлась частью 1-го Фильского проезда, названного так по протекавшей в этой местности речке Фильке, упразднённого в 1962 году. Новообразованная улица 11 августа 1962 года была названа в честь Герасима Курина — предводителя крестьянского партизанского отряда, действовавшего во время Отечественной войны 1812 года в Вохонской волости, находившейся в районе нынешнего города Павловский Посад Московской области. Курин был награждён Георгиевским крестом.

## Дополнительная информация
Навстречу улице Герасима Курина между железнодорожными станциями Кунцево и Фили протянулась улица Василисы Кожиной, которая также названа в честь героини Отечественной войны 1812 года крестьянки Василисы Кожиной, совершившей действия, сходные с действиями Герасима Курина.

## Примечательные здания и сооружения

### По нечётной стороне
- По нечётной стороне здания отсутствуют, но есть красивый бульвар

### По чётной стороне
- № 2
- № 4
- № 4к1 — Анири
- № 4к2 — Детский сад № 1938 для детей с кожными заболеваниями
- № 4к3
- № 4к4
- № 6к2
- № 6с2 — Ресторан-кафе Старый город, Василиса-А
- № 8к1 — Оригинал Сервис М, Автошкола Манёвр, Истлан
- № 8к2
- № 8к3
- № 8к4
- № 10 — Берёзка, Скорая компьютерная помощь, Банковский колледж № 45, подразделение № 3
- № 10к2 — Конти
- № 10с2
- № 10с3
- № 10с4
- № 10с5
- № 10с6
- № 10с7
- № 12к1 — Пульстелеком
- № 12к2 — жилой дом серии И-510.
- № 12к3
- № 12с4
- № 14к1 — ТСПЖД Маяк-1
- № 14к1а — Лавандерия, KOVRIKAVTO
- № 14к2 — Блочный панельный 17-этажный жилой дом серии П-44 (1996); Объединение Типография, Орбис
- № 14к2а
- № 14к3 — Блочный панельный 14-этажный жилой дом серии П-44 (1996)
- № 14с5
- № 16 — Блочный панельный жилой дом серии КОПЭ (2003); Спектра, Аптека в клинике Спектра, ИмплаДент, Mvdent, Ресурс, Анфилада, Автология, Летний сад, автошкола «Запад», РЕСО-Гарантия, KrasotkaEpil, Ремонт мебели, РБТ.
- № 16с2
- № 16с3
- № 18 — Блочная панельная 24-этажная высотка серии И-155-Б (2003); Стройсети, Клинер на дом, Штамп 1, Апартаменты Fili-Davydkovo.
- № 18к1 — Школа № 2101 — подразделение дошкольного воспитания № 9 Филёвский образовательный центр (экс-Детский сад № 659).
- № 18с2
- № 20 — Блочная панельная 24-этажная высотка серии И-155-Б (2004); Интернет-магазин Пышная красавица, Столица, Апартаменты.
- № 22 — Блочная панельная 24-этажная высотка серии И-155-Б(2005); супермаркет «АВВА», Студия дизайна Шамсутдиновой Марины, Апартаменты, Сервер, Спа-салон Точка здоровья, Трихолог, Добрые соседи, Гостевой, ХимчистДиван.
- № 22к2 (бывш. 30к2) — Школа № 2101, дошкольная площадка (бывш. Логопедический детский сад № 77)
- № 22с1
- № 22с3
- № 26 — Блочный панельный 24-этажный жилой дом серии И-155н (2014), ЖК «Золотой треугольник», гостиница «У Россиянина», Эвита Group, медцентр «Ваш доктор рядом», бухгалтерские услуги «Эксперт», «СервисКомп», «Центр ремонт холодильников».
- № 42 — Жилой дом по индивидуальному проекту (11-24 этажные жилые дома) (2014), магазин Бристоль.
- № 44к1 — Блочный панельный 17-этажный дом серии П-44 (1998); Центр физической культуры и спорта ЗАО, Центр досуга и спорта Феникс, Парикхмахерская Летта-К, Хостел Славянка.
- № 44к2 — Аптека сети Столичные аптеки, универсам Пятёрочка, автобусная конечная станция Герасима Курина (ГУП Мосгортранс, Филиал «Центральный ГУП Мосгортранс»); Киоск Печать